# Vittoria Schisano
Vittoria Schisano (Pomigliano d'Arco, 11 novembre 1977) è un'attrice italiana.

## Biografia
Nata Giuseppe Schisano, cresce a Pomigliano d'Arco, nell'entroterra napoletano. Nel 1998 si trasferisce a Roma per studiare recitazione. Dopo avere recitato per diversi anni a teatro, nel 2005 esordisce in televisione con la miniserie Mio figlio al fianco di Lando Buzzanca, Caterina Vertova e Giovanni Scifoni, interpretando il ruolo di Damien; riprenderà il personaggio nel 2010 per la serie televisiva Io e mio figlio - Nuove storie per il commissario Vivaldi. Frattanto nel 2009 vince il premio come migliore attore esordiente per la sezione fiction e televisione. L'anno dopo riceve in Campidoglio il premio come attore rivelazione alla 40ª edizione di "Giornata d'Europa".
Sul finire del 2011 rivela di avere intrapreso il percorso di transizione di genere, completato poche settimane dopo, acquisendo da allora il nome di Vittoria. Prosegue quindi la carriera attoriale apparendo in film come Tutto tutto niente niente e Outing - Fidanzati per sbaglio. Nel febbraio 2016 diventa la prima donna transgender ad apparire sulla copertina dell'edizione italiana di Playboy; il 6 maggio dello stesso anno partecipa come madrina ai Ciao Darwin Awards.
Nel 2017 pubblica La Vittoria che nessuno sa, autobiografia scritta insieme ad Angela Iantosca, e presenta su LOFT, web tv de il Fatto Quotidiano, il programma La vasca. Nella primavera del 2018 è ospite fissa della quarta edizione del late show Matrix Chiambretti di Canale 5, dove ricopre il ruolo di "Presidente della Repubblica delle donne". Da novembre 2018 a febbraio 2019 è in scena al Salone Margherita di Roma nello spettacolo Femmina! di Pier Francesco Pingitore.
Nel 2019 è tra le protagoniste del film Nati 2 volte; nello stesso anno entra a far parte del cast della soap opera Un posto al sole di Rai 3, dove interpreta il ruolo di Carla Parisi. Nel 2020 prende parte alla quindicesima edizione di Ballando con le stelle, in coppia con il ballerino Marco De Angelis; nello stesso anno presta la sua voce nel ruolo della ragazzina trans Natalie, uno dei personaggi introdotti dalla quarta stagione del cartone animato Big Mouth.

## Filmografia

### Cinema
- Canepazzo, regia di David Petrucci (2012)
- Tutto tutto niente niente, regia di Giulio Manfredonia (2012)
- Outing - Fidanzati per sbaglio, regia di Matteo Vicino (2013)
- Take Five, regia di Guido Lombardi (2013)
- La vita oscena, regia di Renato De Maria (2014)
- Largo Baracche, regia di Gaetano Di Vaio (2014)
- Nove lune e mezza, regia di Michela Andreozzi (2017)
- Nati 2 volte, regia di Pierluigi Di Lallo (2019)

### Televisione
- Mio figlio, regia di Luciano Odorisio – miniserie TV (2005)
- Io e mio figlio - Nuove storie per il commissario Vivaldi, regia di Luciano Odorisio – serie TV (2010)
- Al di là del lago, regia di Raffaele Mertes – serie TV, episodio 1x02 (2011)
- Il bello delle donne... alcuni anni dopo, regia di Eros Puglielli – miniserie TV, episodio 1x04 (2017)
- I bastardi di Pizzofalcone, regia di Alessandro D'Alatri – serie TV, episodio 2x05 (2018)
- Un posto al sole – soap opera (2019)
- La vita che volevi – serie TV (2024)

### Doppiaggio
- Natalie in Big Mouth
- Generale Atitaya in Raya e l'ultimo drago
- Cagla in Paper Lives
- Laverne Cox in Orange Is the New Black (ridoppiaggio parziale)[13]

## Teatro
- Femmina!, testo e regia di Pier Francesco Pingitore (2018-2019)

## Programmi TV
- La vasca (2017)
- Matrix Chiambretti (2018)
- Ballando con le stelle (2020)

## Opere
- La Vittoria che nessuno sa, con Angela Iantosca, Milano, Sperling & Kupfer, 2017, ISBN 978-88-200-6161-6.

## Riconoscimenti
- Nastri d'argento - Grandi Serie
  - 2025 – Nastro d'argento Speciale - Protagonisti dell'anno per La vita che volevi